# Darkside (album)
Darkside – czwarty album studyjny polskiej grupy muzycznej Christ Agony. Wydawnictwo ukazało się w 1997 roku nakładem wytwórni muzycznych Hammerheart Records i Morbid Noizz Productions. Nagrania zostały zarejestrowane w olsztyńskim Selani Studio pomiędzy czerwcem a sierpniem oraz w październiku 1996 roku. Gościnnie w nagraniach wzięli udział: wokalista formacji Atrocious Filth - Tomasz "Yogi" Adamski, Marcin Rumiński flecista formacji Shannon oraz ówczesny perkusista zespołu Vader - Krzysztof "Docent" Raczkowski. W kilku utworach za teksty posłużyły sonety m.in.: Samuela Daniela i Thomasa Hardy'ego. Stylistycznie album Darkside znacznie odbiegał od poprzednich dokonań zespołu. Na płycie znalazły się utwory oparte na gitarze akustycznej oraz nawiązujące do nurtu dark ambient. Z kolei partie wokalne zostały wzbogacone o deklamacje i szepty.

## Lista utworów
Opracowano na podstawie materiału źródłowego.
| Nr  | Tytuł utworu                           | Autorzy                                          | Długość |
| --- | -------------------------------------- | ------------------------------------------------ | ------- |
| 1.  | „The Triangle (Prayer, Sonet, Throne)” | Cezary "Cezar" Augustynowicz, Samuel Daniel      | 06:06   |
| 2.  | „Heredity”                             | Cezary "Cezar" Augustynowicz, Thomas Hardy       | 05:15   |
| 3.  | „Dark Beauty”                          | Cezary "Cezar" Augustynowicz                     | 02:29   |
| 4.  | „Kingdom Of Abyss”                     | Cezary "Cezar" Augustynowicz                     | 04:23   |
| 5.  | „My Spirit Seal (Dream version)”       | Cezary "Cezar" Augustynowicz, William Wordsworth | 03:07   |
| 6.  | „Dark Poem”                            | Cezary "Cezar" Augustynowicz                     | 02:22   |
| 7.  | „Dark Goddes”                          | Cezary "Cezar" Augustynowicz                     | 04:00   |
| 8.  | „Darkside (Eternal, Beauteous Death)”  | Cezary "Cezar" Augustynowicz, Henry Vaughan      | 05:46   |
| 9.  | „The Key”                              | Cezary "Cezar" Augustynowicz                     | 03:21   |
| 10. | „My Spirit Seal (Blood Version)”       | Cezary "Cezar" Augustynowicz, William Wordsworth | 03:16   |
|     |                                        |                                                  | 40:05   |

## Twórcy
Opracowano na podstawie materiału źródłowego.
| - Cezary "Cezar" Augustynowicz – wokal, gitara, gitara basowa - Maurycy "Mauser" Stefanowicz – gitara basowa, wokal - Maciej "Gilan" Liszewski – perkusja - Marcin Rumiński – gościnnie flet - Tomasz "Yogi" Adamski – gościnie wokal wspierający | - Krzysztof "Docent" Raczkowski – gościnnie perkusja, programowanie - Andrzej Bomba – produkcja muzyczna - Grzegorz Piwkowski – mastering - Grzegorz Kostun – zdjęcia - Krzysztof Lutostański – okładka, oprawa graficzna |